# ZSNES
ZSNES — свободный эмулятор игровой консоли SNES,
написанный большей частью на ассемблере, для платформ Linux, MS-DOS и Windows.

## Возможности
- Эмуляция большинства чипов расширения SNES
- Поддержка интерполяции изображения
- Возможность записи видео
- Поддержка чит-кодов

## История
Разработка ZSNES началась 3 июля 1997 года, а первая версия программы была выпущена 14 октября 1997 года,
для платформы MS-DOS. Позднее были выпущены официальные порты для Windows и Linux. Эмулятор стал
открытым и был выпущен под лицензией GPL 2 апреля 2001 года.

В марте 2006 года репозиторий исходных кодов программы был перемещён с сайта
SourceForge.net на BountySource.